# Municipio de Pleasant (Dakota del Norte)
El municipio de Pleasant (en inglés: Pleasant Township) es un municipio ubicado en el condado de Cass en el estado estadounidense de Dakota del Norte. En el año 2010 tenía una población de 468 habitantes y una densidad poblacional de 4,93 personas por km².

## Geografía
El municipio de Pleasant se encuentra ubicado en las coordenadas 46°40′00″N 96°51′32″O / 46.66667, -96.85889. Según la Oficina del Censo de los Estados Unidos, el municipio tiene una superficie total de 95.01 km², de la cual 94,84 km² corresponden a tierra firme y (0,18 %) 0,17 km² es agua.

## Demografía
Según el censo de 2010, había 468 personas residiendo en el municipio de Pleasant. La densidad de población era de 4,93 hab./km². De los 468 habitantes, el municipio de Pleasant estaba compuesto por el 98,72 % blancos, el 0,64 % eran amerindios, el 0,64 % eran de otras razas. Del total de la población el 1,07 % eran hispanos o latinos de cualquier raza.